# Eurasia (1984)
L'Eurasia è una delle tre superpotenze mondiali inventate da George Orwell nel romanzo 1984.
Nata dopo la guerra atomica degli anni cinquanta, la sua forma di governo è una dittatura totalitaria fondata sull'ideologia del neobolscevismo, sorta dalle ceneri del Partito Comunista dell'Unione Sovietica.
Nei suoi territori include l'Europa continentale e l'Asia settentrionale nonché presumibilmente la Turchia e l'Asia centrale
Nel romanzo partecipa anch'essa alla guerra eterna tra i super-stati, e ai suoi continui cambi di alleanze, con Oceania ed Estasia. Nel romanzo avvengono infatti almeno due rovesciamenti di fronte:
- Durante la "settimana dell'odio" in Oceania, l'Eurasia passa da alleata dell'Oceania a sua nemica. La popolazione, che si accorge che i manifesti ritraggono come nemici i soldati eurasiatici, grida al sabotaggio;
- Alla fine del romanzo torna a essere nemica, e subisce una pesante sconfitta, annunciata con fragore dai teleschermi dell'Oceania.

A differenza della guerra contro l'Estasia, che viene solo nominata, relativamente a quella con l'Eurasia vengono citate due battaglie, in territori ben precisi:
- All'inizio del libro, l'Oceania riesce a sconfiggere l'esercito eurasiatico a Malabar, conquistando così l'India;
- Alla fine, invece, l'Eurasia spinge il proprio esercito presso Brazzaville e Leopoldville, a pochi chilometri dal confine oceaniano in Africa meridionale, ma l'avanzata viene stroncata dalle forze dell'Oceania, con una manovra d'aggiramento in Africa occidentale, che conseguono una grande vittoria conquistando l'intera Africa.